# Budweiser Nascar 400
Budweiser Nascar 400, var ett Nascar-lopp som kördes på den 2 mile (3.2 km) långa ovalbanan Texas World Speedway i College Station i Texas 1972-1973 som 500 miles-lopp samt 1979-1981 som 400 miles-lopp. Loppet var ett av två Nascar Cup-lopp som kördes på Texas World Speedway, det andra var Texas 500. 

## Tidigare namn
- Lone Star 500 (1972)
- Alamo 500 (1973)
- Texas 400 (1979)
- Nascar 400 (1980)

## Vinnare genom tiderna
| Säsong      | Datum     | Nr        | Förare          | Team                        | Konstruktör | Distans   | Distans       | Tid       | Snitthastighet (mph) | Rapport   | Ref       |
| Säsong      | Datum     | Nr        | Förare          | Team                        | Konstruktör | Varv      | Miles (km)    | Tid       | Snitthastighet (mph) | Rapport   | Ref       |
| ----------- | --------- | --------- | --------------- | --------------------------- | ----------- | --------- | ------------- | --------- | -------------------- | --------- | --------- |
| 1972        | 25 juni   | 43        | Richard Petty   | Petty Enterprises           | Plymouth    | 250       | 500 (804,672) | 3:28.04   | 144,185              | Rapport   | [ 1 ]     |
| 1973        | 10 juni   | 43        | Richard Petty   | Petty Enterprises           | Dodge       | 250       | 500 (804,672) | 3:26.44   | 142,114              | Rapport   | [ 2 ]     |
| 1974 – 1978 | Kördes ej | Kördes ej | Kördes ej       | Kördes ej                   | Kördes ej   | Kördes ej | Kördes ej     | Kördes ej | Kördes ej            | Kördes ej | Kördes ej |
| 1979        | 3 juni    | 88        | Darrell Waltrip | DiGard Motorsports          | Chevrolet   | 200       | 400 (643,737) | 2:33.39   | 156,216              | Rapport   | [ 3 ]     |
| 1980        | 1 juni    | 11        | Cale Yarborough | Junior Johnson & Associates | Chevrolet   | 200       | 400 (643,737) | 2:30.54   | 159,046              | Rapport   | [ 4 ]     |
| 1981        | 7 juni    | 15        | Benny Parsons   | Bud Moore Engineering       | Ford        | 200       | 400 (643,737) | 3:01.10   | 132,475              | Rapport   | [ 5 ]     |

### Team med flera segrar
| Vinster | Team          | År         | Ref         |
| ------- | ------------- | ---------- | ----------- |
| 2       | Richard Petty | 1972, 1973 | [ 1 ] [ 2 ] |

### Konstruktörer efter antal segrar
| Antal segrar | Konstruktör | År         | Ref         |
| ------------ | ----------- | ---------- | ----------- |
| 2            | Chevrolet   | 1979, 1980 | [ 3 ] [ 4 ] |
| 1            | Plymouth    | 1972       | [ 1 ]       |
| 1            | Dodge       | 1973       | [ 1 ]       |
| 1            | Ford        | 1981       | [ 5 ]       |